# Hemburg
Die Hemburg ist eine abgegangene Höhenburg auf dem Hemberg bei Brilon.
Die heute restlos verfallenene Burg stand auf dem Hemberg in der Nähe des Itterbaches bei Bontkirchen. Die Burg wurde 1309 in einer Urkunde erwähnt, sie gehörte den Erzbischöfen von Köln. Sie diente dem Schutz des Landes. Im Lehensregister des Erzbischofs Friedrich III. von 1370 wurde sie nicht mehr unter den erzbischöflichen Burgen erwähnt.